# Villa Ellul
Villa Ellul lub Villino Ellul – modernistyczna willa w Ta’ Xbiex na Malcie. Została zaprojektowana i zbudowana w latach trzydziestych XX wieku przez architekta Salvatore Ellula jako jego osobista willa. Był to jeden z pierwszych modernistycznych budynków, które powstały na wyspie. Budynek został odrestaurowany i przekształcony w biura, a obecnie jest znany jako Dixcart House.

## Historia
Villa Ellul została zbudowana w latach 1937–1938 przez architekta Salvatore Ellula jako jego osobista willa. Ellul i jego rodzina wyprowadzili się z budynku, gdy wybuchła II wojna światowa, ponieważ miejsce to było podatne na naloty ze względu na bliskość portu Marsamxett. Jednak budynek uniknął bombardowania i przetrwał wojnę w stanie nienaruszonym.
W 2010 budynek został odrestaurowany przez firmę Paul Camilleri & Associates i przekształcony w biura. Mieści teraz Dixcart Management Malta Limited i dlatego jest znany jako „Dixcart House”.
W 2012 Villa Ellul została wpisana na listę budynków zabytkowych klasy 2.

## Architektura
Villa Ellul to jeden z najwcześniejszych budynków modernistycznych na Malcie. Był on budynkiem awangardowym według lokalnych standardów nie tylko dlatego, że znajduje się w sąsiedztwie wielu budynków klasycznych lub w stylu art déco. Budynek inspirowany jest pracami Le Corbusiera, Charlesa Holdena i włoskich modernistów.
Budynek charakteryzuje się ostrymi liniami i delikatnymi krzywiznami, a jego białe wykończenie pozbawione jest jakichkolwiek nakładanych ornamentów. Willa zawiera wspornikowy żelbetowy półokrągły taras wokół części fasady.
Ellul zaprojektował również wnętrze budynku, a także szczegóły, takie jak drzwi, balustrady i inne wykończenia. We wnętrzu budynku widać również wpływy art déco.
Mark G. Muscat stwierdził, że Villa Ellul jest jednym z najwcześniejszych przykładów stylu międzynarodowego na Malcie, w którym ścisła współpraca Charlesa Holdena (1875–1960) i Ellula jest ewidentna..